# تحصیل لیه
تحصیل لیه (به انگلیسی: Layyah Tehsil) یک یک تحصیل در پاکستان است که در پنجاب واقع شده‌است.